# Ládpetri
Ládpetri Borsod-Abaúj-Zemplén megyei község Sajólád és Sajópetri községek egyesítésével jött létre 1950-ben, azonban 1958-ban kettévált és ismét önálló községekké alakult.